# Борака
Борака е поддържан резерват в България. Намира се в землището на село Сърница, област Хасково.
Поддържаният резерват е с площ 14,78 ha. Обявена е на 19 януари 1966 г. с цел опазване на естествени черноборови гори.
До утвърждаване на план за управление в поддържания резерват се разрешава извършване на:
- извеждане на санитарни сечи при съхнене на повече от 5% от дървостоя;
- изваждане на паднала маса в резултат на природни бедствия;
- използване на биологични средства за растителна защита.[1]